# Vallée des Dix Pics
La vallée des Dix Pics (anglais : Valley of the Ten Peaks) est une vallée située dans le parc national de Banff qui compte dix pics majeurs entourant le lac Moraine. Les visiteurs peuvent accéder à la vallée en suivant la direction du lac Moraine près de Lake Louise. Les dix pics sont nommés par Samuel Allen, un des premiers explorateurs de la région, qui y fait référence en utilisant la numérotation de 1 à 10 en langue Stoney, parlée par les tribus environnantes. Il a probablement appris ces termes auprès de ses guides indiens qui l'accompagnaient à cheval. Les Nakoda – également connus sous le nom d'indiens Stoney – forment une tribu dont la culture et le dialecte sont proches des Assiniboines, dont ils auraient pu se séparer au milieu du XVIe siècle, et qui vivaient sur une grande partie des prairies et montagnes d'Alberta de l'Ouest ainsi que dans l'Est de la Colombie-Britannique. La vallée des Dix Pics faisait ainsi partie de leur territoire. Progressivement, tous les pics, à l'exception de trois d'entre eux, ont été rebaptisés en l'honneur des individus remarquables, dont Allen lui-même.
Le mont Hungabee ne figure pas dans la liste d'origine dressée par Allen, bien qu'il soit plus élevé que Wenkchemna Peak, ce dernier étant en réalité l'une des cimes du mont Hungabee.
Les dix pics, dans l'ordre de leur numérotation d'origine, d'est en ouest, sont :
| n° | Pic                | Altitude (m) | Nom indien d'origine |
| -- | ------------------ | ------------ | -------------------- |
| 1  | Mont Fay           | 3 235        | Heejee               |
| 2  | Mont Little        | 3 088        | Num                  |
| 3  | Mont Bowlen        | 3 072        | Yamnee               |
| 4  | Tonsa              | 3 057        | Tonsa                |
| 5  | Mont Perren        | 3 051        | Sapta                |
| 6  | Mount Allen        | 3 310        | Shappee              |
| 7  | Mont Tuzo          | 3 246        | Shagowa              |
| 8  | Deltaform Mountain | 3 424        | Shakhnowa            |
| 9  | Neptuak Mountain   | 3 233        | Neptuak              |
| 10 | Wenkchemna Peak    | 3 170        | Wenkchemna           |

D'autres pics sont visibles depuis la vallée, parmi lesquels figurent le mont Temple, le mont Babel et Eiffel Peak. Le glacier Fay, situé entre les monts Babel, Fay, Little et Bowlen, est également visible.
Le nom du quatrième sommet n'est accompagné d'aucun attribut descriptif (mont, montagne, pic ou autre).
Une représentation de la vallée des Dix Pics figure au verso des billets de 20 dollars canadiens de 1969 et 1979.
La refuge Neil Colgan, un refuge de montagne, peut être rejoint après 8 à 12 heures d'ascension via la route Perren à partir du lac Moraine